# بهومپی
بهومپی (به لاتین: Behompy) یک منطقهٔ مسکونی در ماداگاسکار است که در تولیارا دوم واقع شده‌است. بهومپی ۷٬۰۰۰ نفر جمعیت دارد و ۸۵ متر بالاتر از سطح دریا واقع شده‌است.